# 汉隐帝
後汉隐帝劉承祐（931年3月28日—951年1月2日），并州晉陽（今山西太原）人，沙陀族，後漢第二個皇帝，948年－951年在位。後漢高祖劉知遠次子。

## 即位
劉承祐生于邺都。初从父镇太原，署节院使，迁至检校尚书右仆射。后汉初年，授左卫大将军、检校司空，升任为大内都点检、检校太保。汉高祖乾祐元年（948年）正月，劉知遠死后，秘不发丧。二月、授特进、检校太尉、同平章事，封周王。不久，承祐即位，年十八歲。沿用后汉高祖年号乾祐。堂侄刘继文墓志载其为“少帝承翰”。

## 族灭群臣致郭威代汉
在位期间，皇帝与武将、藩镇矛盾日益尖锐。當時國事完全取決於重臣楊邠、郭威、史弘肇、王章之手。楊邠總機政，郭威主征伐，史弘肇典宿衛，王章掌財賦，權臣相爭，承祐寢食不安。他派郭威鎮压起义，平河中節度使李守貞之亂。乾祐三年（950年）初夏，契丹寇河北，命郭威鎮守鄴都（今河北大名）。
然承祐性多猜忌，私下與茶酒使郭允明計畫殺大臣，十一月將宰相楊邠、史弘肇、王章等砍死在東廂之下，又将郭威一家全部斩杀。復下詔誅殺正在鄴都留守的郭威，召太保符彦卿、泰寧節度使慕容彥超等急速入京。但郭威舉兵南下，十六日，抵澶州，十八日駐滑州。二十日，郭威至封丘（今属河南），擊敗慕容彦超於刘子陂（今河南封丘南）。二十一日（951年1月1日）攻入开封。刘承祐意欲出城亲征，李太后劝他不要莽撞，刘承祐不听。承祐出戰兵敗，連同苏逢吉、聂文进和郭允明等人向西北奔逃，二十二日（951年1月2日），至趙村，為郭允明所殺，谥隐皇帝。
郭威迎立劉崇子劉贇。廣順元年（951年）正月，李太后將傳國璽交給郭威，郭威在崇元殿登極，改年號廣順，是為後周代漢。

## 妻妾
- 张氏，张彦成女，刘知远为其所娶[1]。
- 耿夫人，欲立为皇后，被杨邠所阻，隐帝仅在位三年，故无立皇后[2]。

## 評價
明末學者王夫之於《讀通鑑論》中直接以姓名稱呼劉承祐，寓意其不足為中國之主，又指劉承祐以為用一紙檄書可以殺拥重兵在外的郭威是以國家大事為遊戲，愚蠢至極；然而，王夫之亦讚揚他誅殺史弘肇、王章、楊邠等人之舉導致「風氣以移」、「內難不生」、「天下漸寧」，使代之而起的後周和北宋得以與民休息，進而統一中國。

## 影視形象

### 電視劇
| 年份   | 地區         | 作品                 | 演員   |
| 1988年 | 香港無綫電視 | 《兵权》             | 吴孟达 |
| 1994年 | 新加坡       | 《绝代双雄》         | 刘谦益 |
| 2005年 | 中國         | 《问君能有几多愁》   | 殷歆昊 |
| 2015年 | 中國         | 《大宋傳奇之趙匡胤》 | 王東明 |
| 2020年 | 中國企鹅影视 | 《浮世双娇传》       | 梅年佳 |